# Asco (fungos)

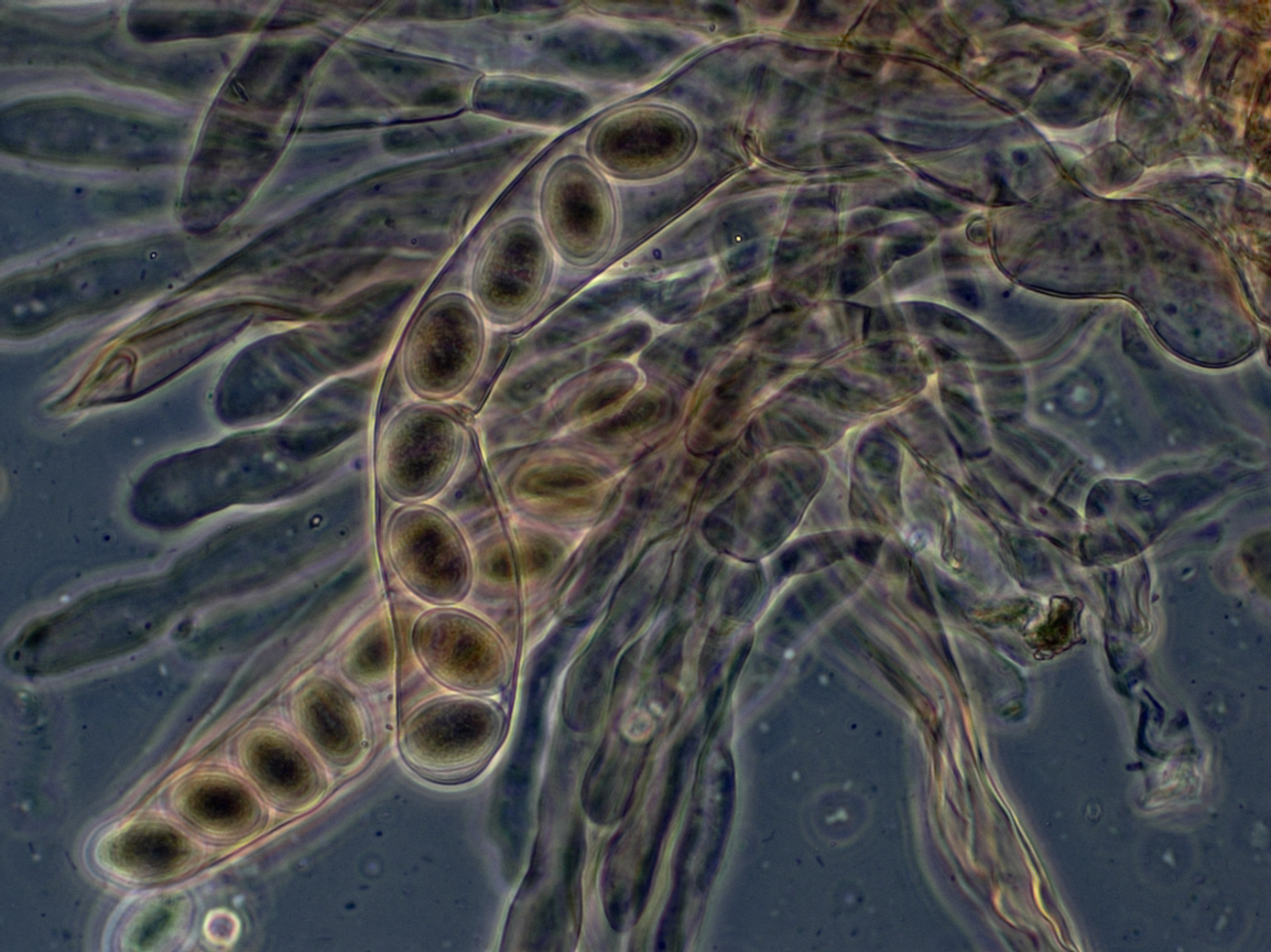
Ascos de fungos da espécie Morchella elata.

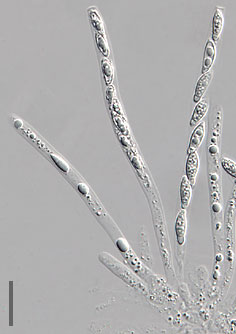
Ascos de Hypomyces chrysospermus.

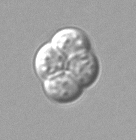
Asco de Saccharomyces cerevisiae (com quatro esporos).

Asco (do grego: ἀσκός; um odre e um tipo de vaso, pelo latim ascus; asci no plural) é a designação dada em micologia à célula sexual produtora de esporos dos fungos ascomicetas (Ascomycota). Os ascos formam-se a partir de células apicais de hifas ascógenas.

## Descrição
Normalmente, os ascos contêm oito ascósporos, produzidos por uma divisão celular meiótica seguida, na maioria das espécies, por uma mitose. Contudo, em alguns géneros ou espécies podem conter apenas um esporo (por exemplo, em Monosporascus cannonballus) ou então esporos em número de dois, quatro ou outro número múltiplo de quatro. Em alguns casos, os ascósporos podem produzir conídios, que podem chegar aos centos por cada asco (como no género Tympanis), ou podem fragmentar-se (como em alguns fungos do género Cordyceps), enchendo também os ascos de células mais pequenas. Os ascósporos são imóveis e, em geral, unicelulares, ainda que por vezes possam apresentar-se septados em um ou vários planos.
Em muitos casos os ascos formam uma camada regular chamada himénio, dentro de um corpo frutífero visível à vista desarmada chamado ascocarpo ou ascoma. Em outros casos, como nas leveduras unicelulares, não se encontram estas estruturas. Em raros casos, os ascos de alguns géneros podem desenvolver-se regularmente dentro de ascos velhos e já vazios, como por exemplo no género Dipodascus.
Os ascos normalmente libertam os esporos por descarga activa iniciada a partir da sua extremidade distal, mas também o podem fazer de forma passiva exsudando um líquido ou sob a forma de uma massa pulverulenta seca. Tipicamente, a descarga activa dos ascos faz-se através de um ponto especialmente diferenciado, em geral um poro ou opérculo. Em alguns géneros que formam himénio, a descarga de esporos de um asco pode induzir a que também o façam os demais ascos do ascocarpo, resultando numa descarga massiva que se vê como uma nuvem de esporos, especialmente em algumas espécies do género Peziza. Algumas espécies produzem um ruído audível ao libertar os esporos.
Em laboratório foram utilizados ascos, como os de Neurospora crasa, para estudar o processo de meiose, já que nos ascos a meiose ocorre de forma muito regular e ordenada. Também se podem utilizar ascos para estudar outros fenómenos cromossómicos.

## Classificação dos ascos
A forma dos ascos e considerada relevante para classificar os fungos Ascomycota. Para este efeito, quanto à sua morfologia os ascos são agrupados em quatro tipos básicos:
- Unitunicados-operculados —  apresentam um único opérculo, que se abre por ruptura da membrana que o fecha quando os esporos estão maduros. Este tipo apenas ocorre nos fungos que têm apotécio, como por exemplo as morquelas. O termo unitunicado significa com parede simples.
- Unitunicados-inoperculados — são ascos com um anel elástico que funciona como uma válvula de pressão. A expansão é breve e liberta os esporos. Este tipo aparece em apotécios e peritécios (como por exemplo na espécie Hypomyces chrysospermus).
- Bitunicados — são ascos com dupla parede, sendo a interior elástica, que apenas ocorrem em pseudotécios de fungos da classe Dothideomycetes e da subclasse Chaetothyriomycetidae (sendo exemplo as espécies Venturia inaequalis (sarna da maçã) e Guignardia aesculi (doença do castanheiro).
- Prototunicados — são ascos de forma esférica e sem mecanismo de dispersão activa, cujos esporos são libertados por acção de factores externos, como a passagem de animais ou o vento. Os ascos deste tipo ocorrem tanto em peritécios como em cleistotécios (como por exemplo na doença do ulmeiro (Ophiostoma). Este tipo constitui um agrupamento residual que integra morfologias diversas que não podem ser facilmente acomodadas nos três tipos anteriores, embora seguramente tenham evoluído a partir de ascos unitunicados.